# Angella Emurwon
Angella Emurwon là một nhà viết kịch người Uganda. Cô đã giành giải nhất cuộc thi Viết kịch quốc tế năm 2012 với hạng mục Ngôn ngữ thứ hai cho vở kịch "Hoa hướng dương đằng sau hàng rào bẩn thỉu", trong Cuộc thi viết kịch quốc tế lần thứ 23 do BBC World Service và Hội đồng Anh, hợp tác với các nhà văn Khối thịnh vượng chung. Vở kịch của cô, "Con bò cần vợ", đứng thứ ba trong Cuộc thi viết kịch biểu diễn châu Phi năm 2010 của BBC.

### Vở kịch
- - Sunflowers Behind A Dirty Fence, 2012
  - The Cow Needs A Wife, 2010

### Truyện ngắn
- "Câu đố tình yêu" Lưu trữ ngày 17 tháng 7 năm 2019 tại Wayback Machine